# 葡萄牙廣播電視公司第三台
葡萄牙廣播電視公司第三台（葡萄牙語：RTP3）是葡萄牙廣播電視公司一條於2001年開播的電視頻道，主要播放各類新聞資訊節目以及少量體育節目。這條頻道自2008年起實行24小時全日廣播，並由2009年中旬開始透過有線電視方式向佛得角、安哥拉和莫桑比克等前殖民地播出。